# Františka Šťovíčková
Františka Šťovíčková, provdaná Albertová (18. února 1825 Kňovice – 7. června 1909 Praha), byla láska Josefa Mánesa a matka jeho nemanželské dcery Josefiny.

## Život
Františka Šťovíčková přišla do služby k Mánesovým jako dvaadvacetiletá, v roce 1847. Otec Antonín Mánes byl již po smrti, sourozenci Amalie, Quido a Josef žili s matkou Magdalenou Mánesovou ve Spálené ulici č. 75. Josef Mánes se s Františkou seznámil po návratu ze studijního pobytu v Mnichově. Jejich vztah nezůstal bez následků a Františka otěhotněla. Amálie Františku propustila a Josef se s ní podle většiny zdrojů dále nestýkal.
Po čase se Františka vrátila do služby v Praze, kde se v roce 1860 se provdala za magistrátního sluhu, vdovce Vincence Alberta (1811-1889). V roce 1889 ovdověla, zemřela 7. června 1909 v chudobinci sv. Bartoloměje, kde byla ošetřovatelkou. Pohřbena byla na Olšanských hřbitovech. Hrob nenese její jméno a nelze ho identifikovat.

## Dcera Josefa
Dcera Františky Šťovíčkové Josefa (Josefina) Šťovíčková se narodila 11. března 1850. Provdala se za spisovatele a knihkupeckého odborníka Josefa Miroslava Hovorku (1848-1914). V manželství měla čtyři dcery; jedna z nich, Olga Studničková byla malířkou.
Josefa Hovorková zemřela 16. 12. 1916, pochována byla na šáreckém hřbitově v Dejvicích. Na jejím hrobě byl nápis Pane, vím, že se shledám s tím, kdo byl drahý duši mé. Dnes jsou její ostatky uloženy na Olšanských hřbitovech, vedle hrobu jejího otce a její přání bylo splněno.

## Umělecké zpracování příběhu Františky Šťovíčkové
Láska Josefa Mánesa a Františky Šťovíčkové je součástí Mánesových životopisů i uměleckých zobrazení malířova života. Patrně s ohledem na žijící příbuzné je ve starších biografiích příběh uváděn pouze stručně, bez osobních podrobností. Například v předmluvě k reprezentační publikaci Zemi milované... (Orbis, 1939) uvedl František Kovárna pouze příjmení a jméno Františky Šťovíčkové; o dceři Josefině psal jako o "dítěti". V patnáctistránkovém Mánesově životopisu věnoval osudu matky a dcery jeden odstavec.
František Kožík podložil svůj životopisný román Josef Mánes podrobným studiem historických dokumentů. V doslovu uvedl zdroj (vzpomínka dcery), podle kterého docházelo i po vyhnání Františky k setkáním malíře s jeho dcerou Josefinou i její matkou. Na základě těchto informací vložil do románu i scénu, ve které byla modelem k obrazu Josefina právě Františka Šťovíčková. Již před Kožíkem se touto otázkou zabýval Jarmil Krecar, který naznačil, že obraz Josefina může být syntézou portrétů Františky Šťovíčkové a Josefiny Lustigové, dcery první pražské kavárnice Josefiny Šimrové – Heichenwalderové. 
Ve filmovém zpracování Kožíkova románu Paleta lásky (námět František Kožík, režie Josef Mach, 1976) hrála Františku Šťovíčkovou Jana Švandová a její dceru Josefinu Libuše Šafránková. Josefa Mánesa přestavoval Petr Kostka.